# Carmen Laffón
Carmen Laffón de la Escosura (ur. w 1934 w Sewilli, zm. 7 listopada 2021 w Sanlúcar de Barrameda) – hiszpańska malarka i rzeźbiarka figuratywna, członkini Królewskiej Akademii Sztuk Pięknych św. Ferdynanda.
Jej nauczycielem był malarz Manuel González Santos. Początkowo studiowała w Escuela de Bellas Artes de Sevilla, a później w akademii w Madrycie. W 1954 z okazji zakończenia studiów wyjechała do Paryża, gdzie zainteresowała się sztuką Marca Chagalla. Otrzymała stypendium na wyjazd do Rzymu, na jej sztukę wpłynęły także podróże do Holandii i Wiednia. W 1998 została członkinią Królewskiej Akademii Sztuk Pięknych św. Ferdynanda.